# Sitra Ahra
Sitra Ahra četrnaesti je studijski album švedskog sastava Therion. Diskografska kuća Nuclear Blast objavila ga je 17. rujna 2010. u Europi i 26. listopada 2010. u Sjevernoj Americi.

## O albumu
Therion je počeo pisati pjesme za uradak nakon snimanja albuma Deggial (iz 2000.); Christofer Johnsson, vođa sastava, izjavio je da su članovi sastava te pjesme „stavili na led” tijekom snimanja uratka Secret of the Runes (iz 2001.) te da je skupina nakon popratne turneje za taj album napisala ukupno 55 pjesama. Zaključivši da među njima ima dovoljno dobrih pjesama za tri albuma, ali da bi istodobno snimanje svih triju albuma bilo prezahtjevan posao, sastav je u isto vrijeme snimao pjesme za Lemuriju i Sirius B, a preostale pjesme odlučio je snimiti naknadno. Te su skladbe naposljetku objavljene na ovom albumu.
Pretprodukcija albuma počela je u siječnju 2009. i trajala je do kolovoza te godine, a samo se snimanje uratka odvijalo u dvama švedskim studijima od listopada 2009. do travnja 2010. Većina vokala i glazbenih dionica sviranih na bas-gitari i električnoj gitari snimljena je u studiju Adulruna, a sve ostalo snimljeno je u studiju Polar, u kojem je uradak i miksan.
Prvi je album sastava na kojem su se pojavili basist Nalle Påhlsson, pjevač Thomas Vikström, gitarist Christian Vidal i sopranistica Lori Lewis.

## Popis pjesama
Tekstovi: Thomas Karlsson. 
| Br. | Skladba                                        | Skladatelj                           | Trajanje |
| --- | ---------------------------------------------- | ------------------------------------ | -------- |
| 1.  | »Introduction/Sitra Ahra«                      | Thomas Vikström, Christofer Johnsson | 5:24     |
| 2.  | »Kings of Edom«                                | Johnsson                             | 8:51     |
| 3.  | »Unguentum Sabbati«                            | Snowy Shaw                           | 5:09     |
| 4.  | »Land of Canaan«                               | Johnsson                             | 10:32    |
| 5.  | »Hellequin«                                    | Petter Karlsson, Johnsson            | 5:18     |
| 6.  | »2012«                                         | Johnsson, Nalle Påhlsson             | 4:16     |
| 7.  | »Cú Chulainn«                                  | Shaw                                 | 4:16     |
| 8.  | »Kali Yuga III«                                | Johnsson                             | 3:41     |
| 9.  | »The Shells Are Open«                          | Johnsson                             | 3:44     |
| 10. | »Din«                                          | Johnsson                             | 2:37     |
| 11. | »Children of the Stone: After the Inquisition« | Johnsson                             | 7:22     |

## Recenzije
| Recenzije          | Recenzije |
| Izvor              | Ocjena    |
| ------------------ | --------- |
| Angry Metal Guy    | 3/5       |
| Sea of Tranquility | [ 7 ]     |
| Sputnikmusic       | 1,5/5     |

Dobio je podijeljene kritike. U recenziji za Sea of Tranquility Scott Jessup dao mu je pet zvjezdica od njih pet. Naslovnu je pjesmu nazvao „izvrsnom” dodavši da je „prepuna očaravajućih ženskih i muških vokala uz iznimno pamtljiv pripjev”, a zaključio je da će se uradak svidjeti „svima koji uživaju kad ih prožme [...] zanosno glazbeno djelo”. Recenzent Angry Metal Guya dao mu je tri boda od njih pet napisavši da se „nikako ne može kritizirati sav trud i talent koji su pridonijeli osmišljavanju i oblikovanju ovog čudovišnog djela” te da „Johnssona treba pohvaliti”, ali da je to „pretenciozno” djelo na kojemu „svega ima previše i sve je u neredu”.
Sputnikmusicov recenzent koji mu je dao jedan bod i pol od njih pet također je zaključio da je uradak „pretenciozan” i napisao je da je skupina „[k]rala ideje iz svakog kulturnog glazbenog stila koji su mogli iskoristiti, grubo ih bacila jedne na druge i napravila nikakvu salatu”. Dodao je da se zbog „spoja iritantno dugačkih pjesama, užasno obrađenih kulturnih utjecaja, nepamtljivih instrumentalnih dionica i nezanimljive orkestracije raspada čitav album”.

## Zasluge
| Therion - Christian Vidal – gitara - Christofer Johnsson – gitara, tibetska pjevajuća zdjela, klavijatura, programiranje, produkcija - Johan Kullberg – bubnjevi - Nalle Påhlsson – bas-gitara - Thomas Vikström – glavni i zborski vokal (tenor) Dodatni glazbenici - Waldemar Sorychta – gitara, dodatna gitara (harmonije) - Lori Lewis – vokal (sopran) - Snowy Shaw – vokal - Peter Ljung – glasovir, Hammondove orgulje - Hand Gardemar – harmonika (na pjesmi „Land of Canaan”) - Mats Öberg – usna harmonika (na pjesmi „Land of Canaan”) - Staffan Astner – akustična gitara (sa šest i dvanaest žica) - Chris Laney – gitara (na 4. i 5. pjesmi); pomoć pri miksanju, tonska obrada - Mattias Olson – analogni sintesajzer (na pjesmi „Kali Yuga III”) - Marcus Jupither – glavni vokal (bariton) (na pjesmi „Hellequin”) - Mika „Belfagor” Hakola – vokal (na pjesmi „Din”) - Petter Karlsson – vokal (na pjesmi „2012”) - Linnea Vikström – vokal (na 2. i 5. pjesmi) - Liine Carlsson – zborski vokal (sopran) - Anneli Lindfors – zborski vokal (sopran) - Merit Kvist – zborski vokal (sopran) - Anna Sellberg – zborski vokal (sopran) - Matilda Wahlund – zborski vokal (sopran) - Hedvig Hasselström – zborski vokal (mezzosopran) - Susanna Reuter – zborski vokal (mezzosopran) - Astrid Robillard – zborski vokal (mezzosopran) - Daniel Svensson – zborski vokal (tenor) - Markus Pettersson – zborski vokal (tenor) - Love Bergman – zborski vokal (tenor) - Anton Ljungqvist – zborski vokal (bariton) - Martin Rask – zborski vokal (bariton) - Erik Westanskog – zborski vokal (bariton) - Johan Dornwall – zborski vokal (bas) - Mattias Olsson – zborski vokal (bas) - Anders Nyström – zborski vokal (bas) - Dječji zbor Glazbene škole Adolfa Fredrika – dječji zbor | Orkestar - Hanna Ekström – prva violina - Aleksander Sätterström – prva violina - Anders Forsman – prva violina - Hanna Viklund – druga violina - Victoria Lundell – druga violina - Anna-Karin Reuterhäll – druga violina - Anna Manell – viola - Pär Lindqvist – viola - Erik Holm – viola - Cecilia Linné – violončelo - Beata Söderberg – violončelo - Anna Dager – violončelo - Karl Olandersson – truba - Ida Freij – rog - Magnus Franzén – rog - Eva-Tea Lundberg – rog - Elinor Berg – rog - Fredrik Rund – tenorski trombon - Olav Homquist – tenorski trombon - Staffan Findin – basovski trombon - Jan Bengtsson – flauta - Erik Rodell – oboa, engleski rog - Henrik Blixt – fagot - Johan Koleberg – vojni bubanj - Jesper Skarin – vojni bubanj - Robert Iversen – vojni bubanj - Lennart Östlund – činele (na pjesmi „Unguentum Sabbati”) - Niklas Andersson – timpani Ostalo osoblje - Lennart Östlund – miksanje, tonska obrada - George Marino – mastering - Fernando Aceves – fotografija - Thomas Ewerhard – ilustracije, omot albuma |

## Ljestvice
| Ljestvica          | Najviša pozicija |
| ------------------ | ---------------- |
| Austrija           | 75.              |
| Belgija (Valonija) | 56.              |
| Francuska          | 51.              |
| Grčka              | 44.              |
| Meksiko            | 97.              |
| Nizozemska         | 95.              |
| Njemačka           | 73.              |